# تنام أصغر
تنام أصغر (الاسم العلمي: Nothura minor) هو نوع من الطيور يتبع جنس التنام متشابه من فصيلة التنامية.